# Orthotrichum bicolor
Orthotrichum bicolor là một loài Rêu trong họ Orthotrichaceae. Loài này được Thér. mô tả khoa học đầu tiên năm 1921.